# Rasim Kalakula
Rasim Kalakula właśc. Mehmed Rasim Kalakulazade (ur. 1882 w Libohovie, zm. 1933 w Tiranie) – albański polityk i urzędnik państwowy, burmistrz Tirany w latach 1928-1930.

## Życiorys
Był synem Ahmeda Shabana Efendiego. Uczył się w szkole ruzhdije w Libohovie, a następnie w Monastirze. Studia wyższe odbył w szkole dla urzędników osmańskich Mülkiye-i-Sehahané w Stambule, kończąc je dyplomem w roku 1906. Pełnił funkcję podprefekta w Stambule, a następnie kierował administracją osmańską w Mosulu. W latach 1910–1917 służył jako kajmakam we wschodniej Anatolii.
Po zajęciu przez wojska greckie zachodniej Anatolii w 1920 przeniósł się do Albanii. Od początku lat 20. XX pracował w administracji państwa albańskiego, początkowo jako prefekt we Wlorze, a następnie w Szkodrze. W 1928 objął funkcję burmistrza Tirany. Zapoczątkował budowę dzielnicy administracyjnej w stolicy Albanii. Pod koniec życia zasiadał w Radzie Państwa (Keshilli i Shtetit).
Imię Rasima Kalakuli nosi jedna z ulic w tirańskiej dzielnicy Komuna e Parisit. Syn Rasima, Uran był więźniem politycznym w czasie dyktatury komunistycznej w Albanii.